# Clathrus ruber
Clathrus ruber är en svampart som beskrevs av P. Micheli ex Pers. 1801. Clathrus ruber ingår i släktet Clathrus och familjen stinksvampar.   Inga underarter finns listade i Catalogue of Life.

## Källor

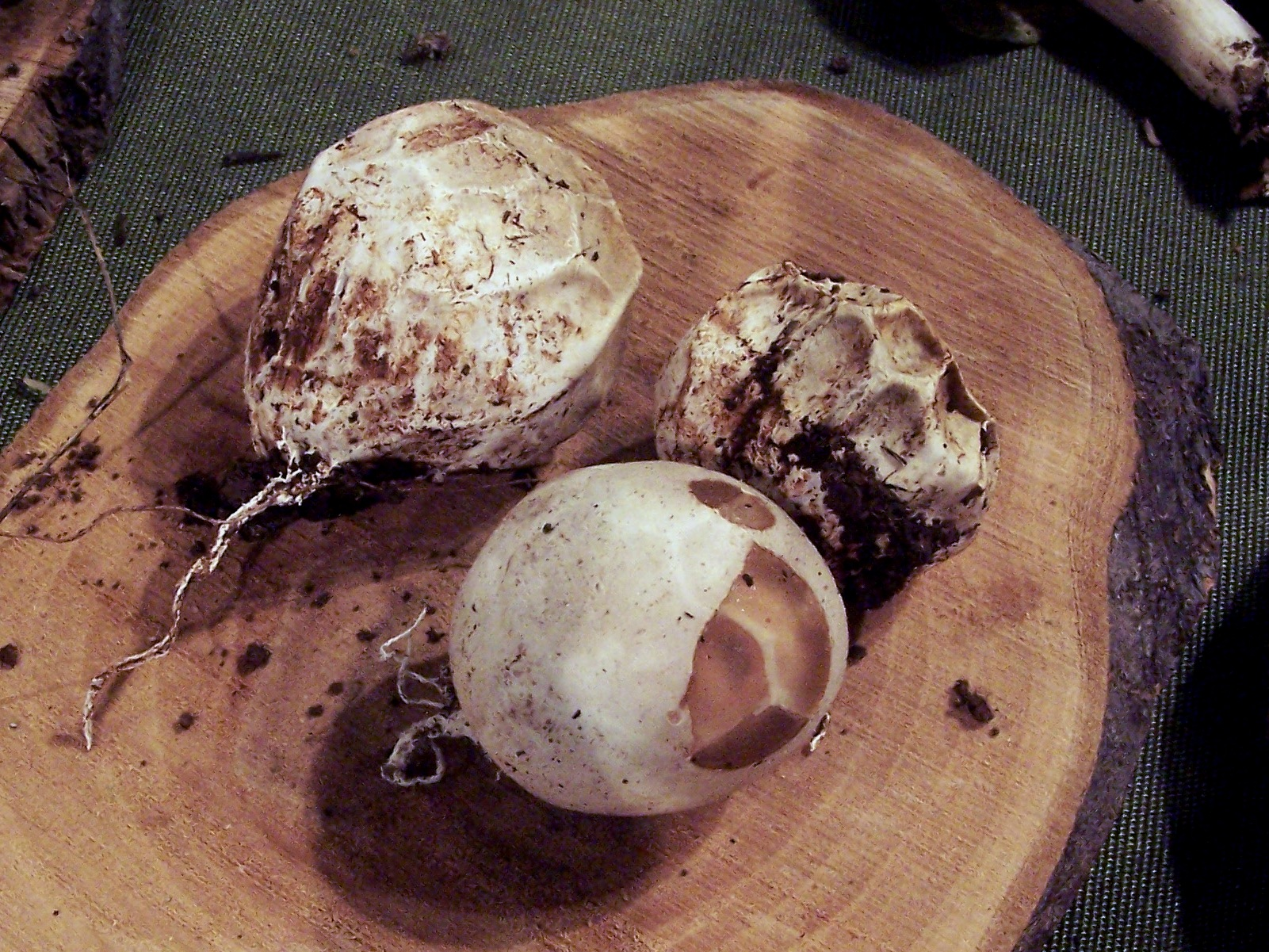
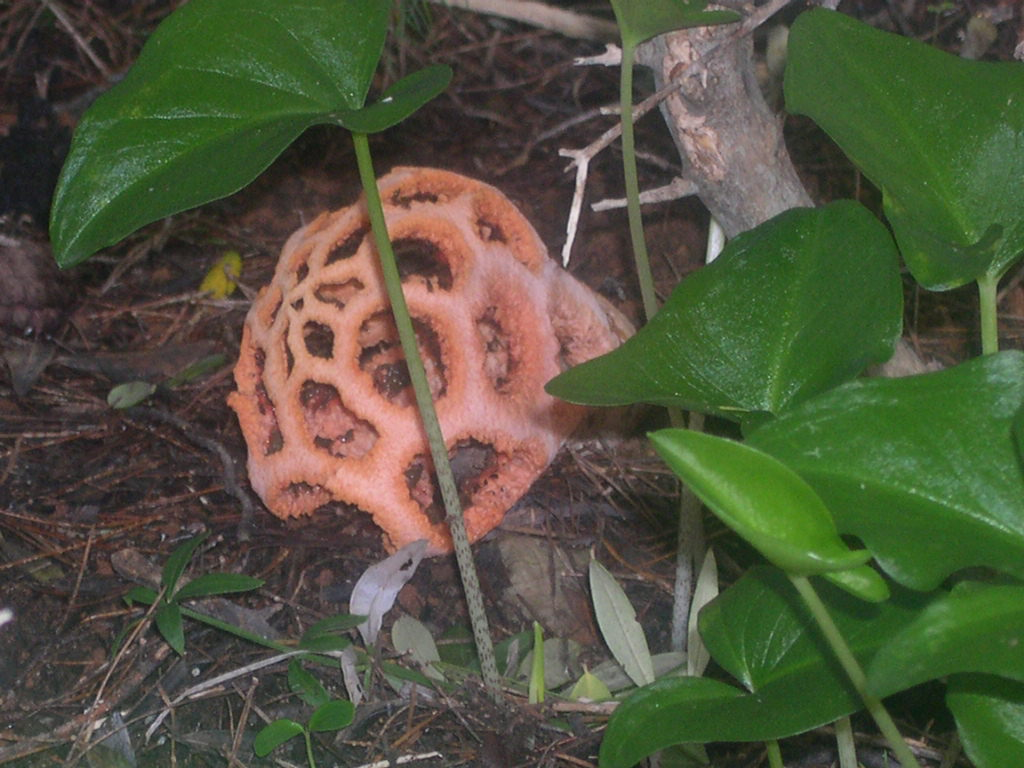
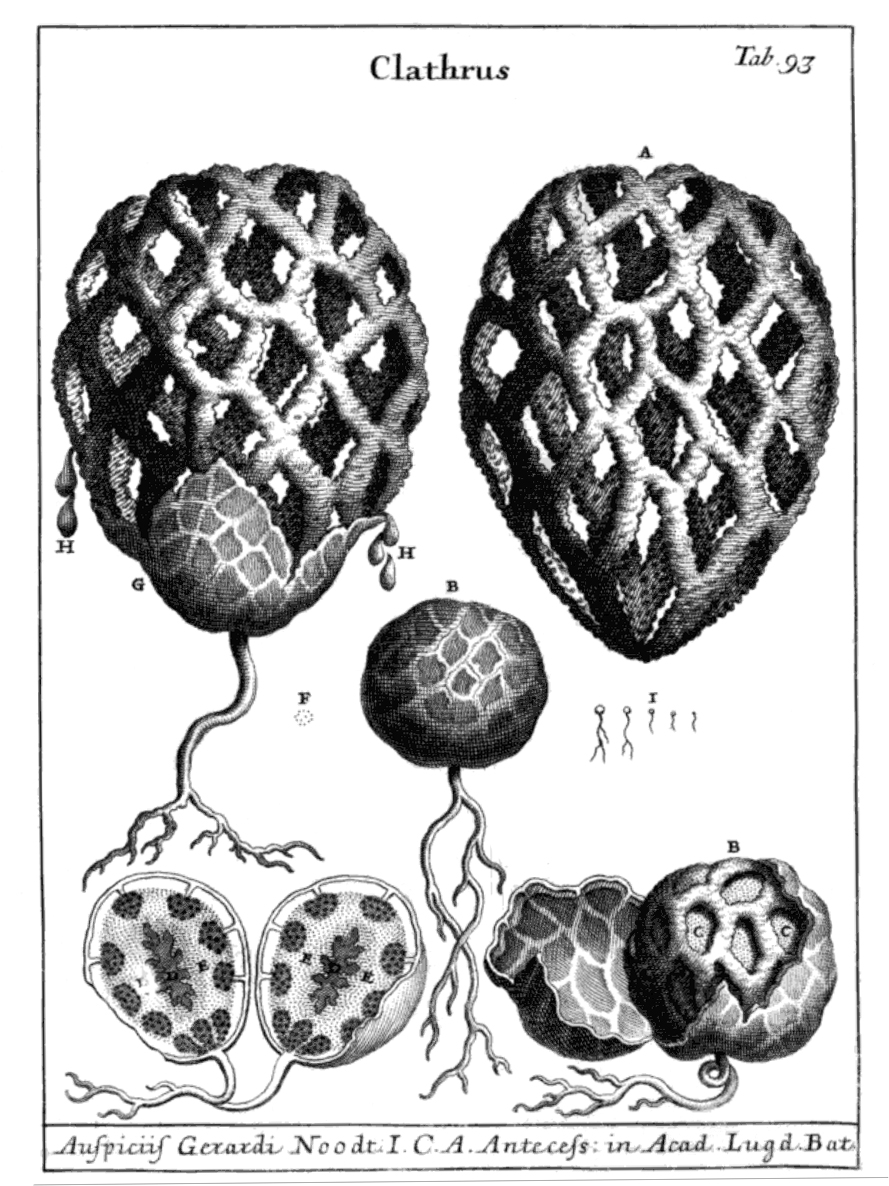
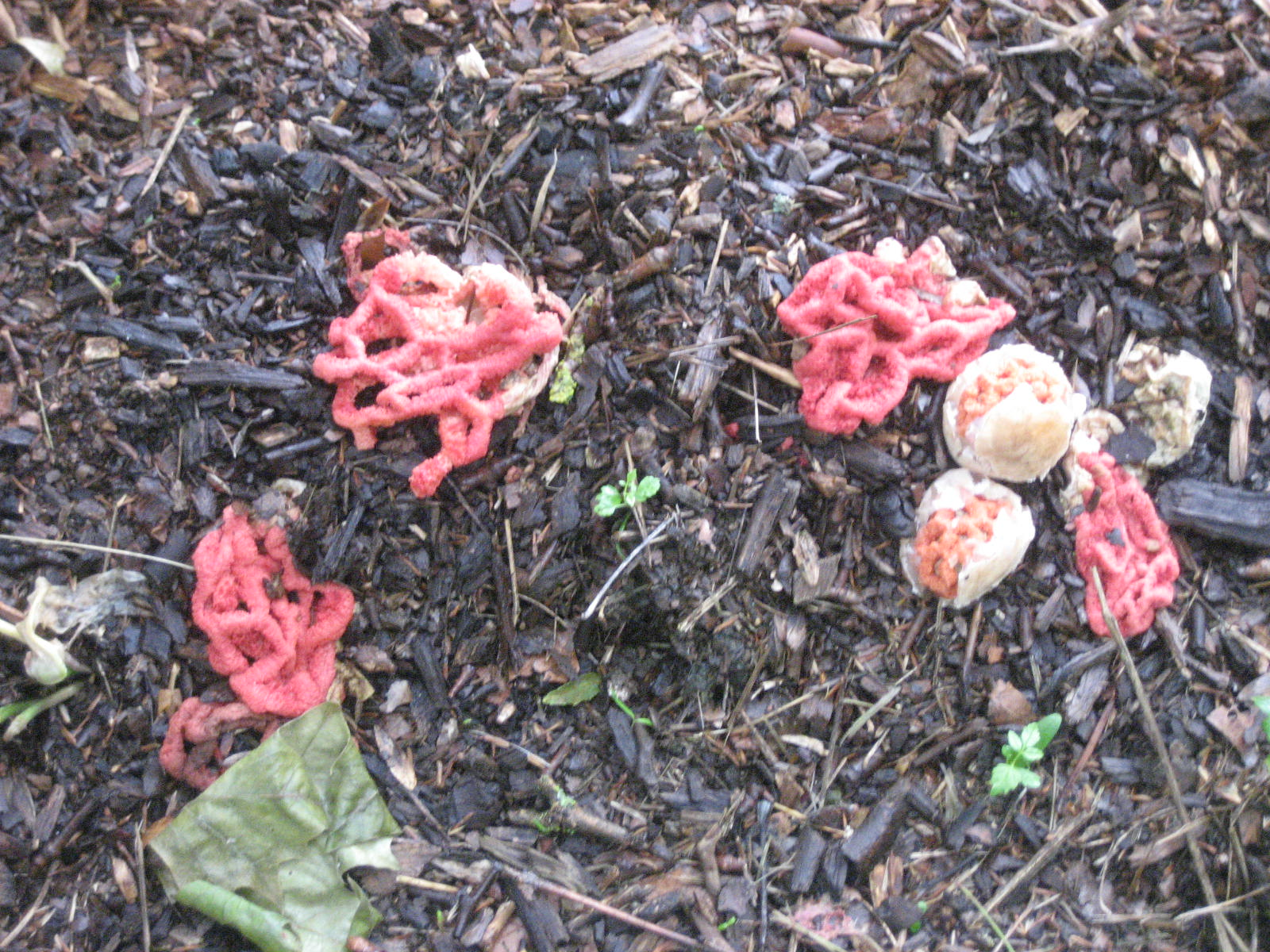
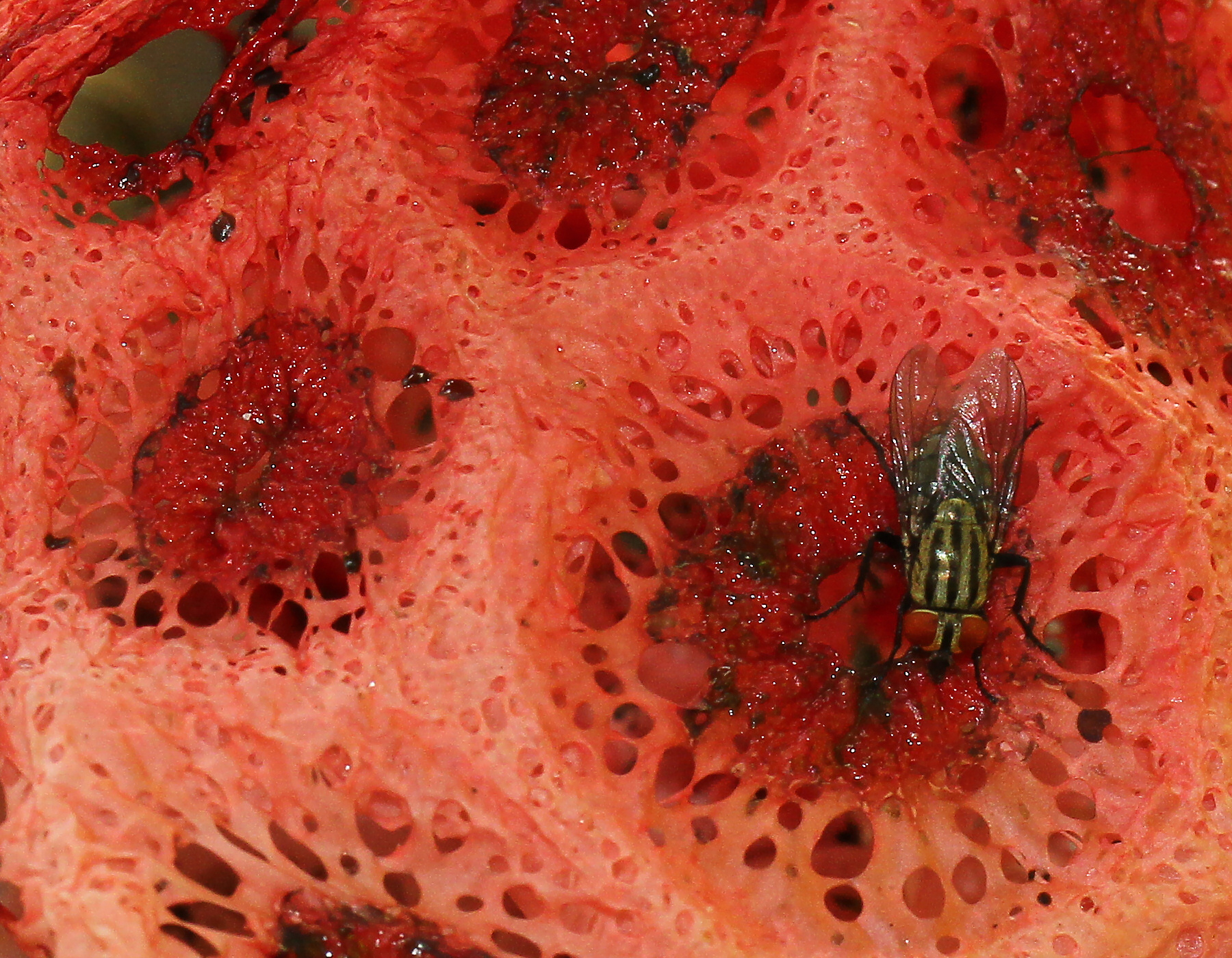
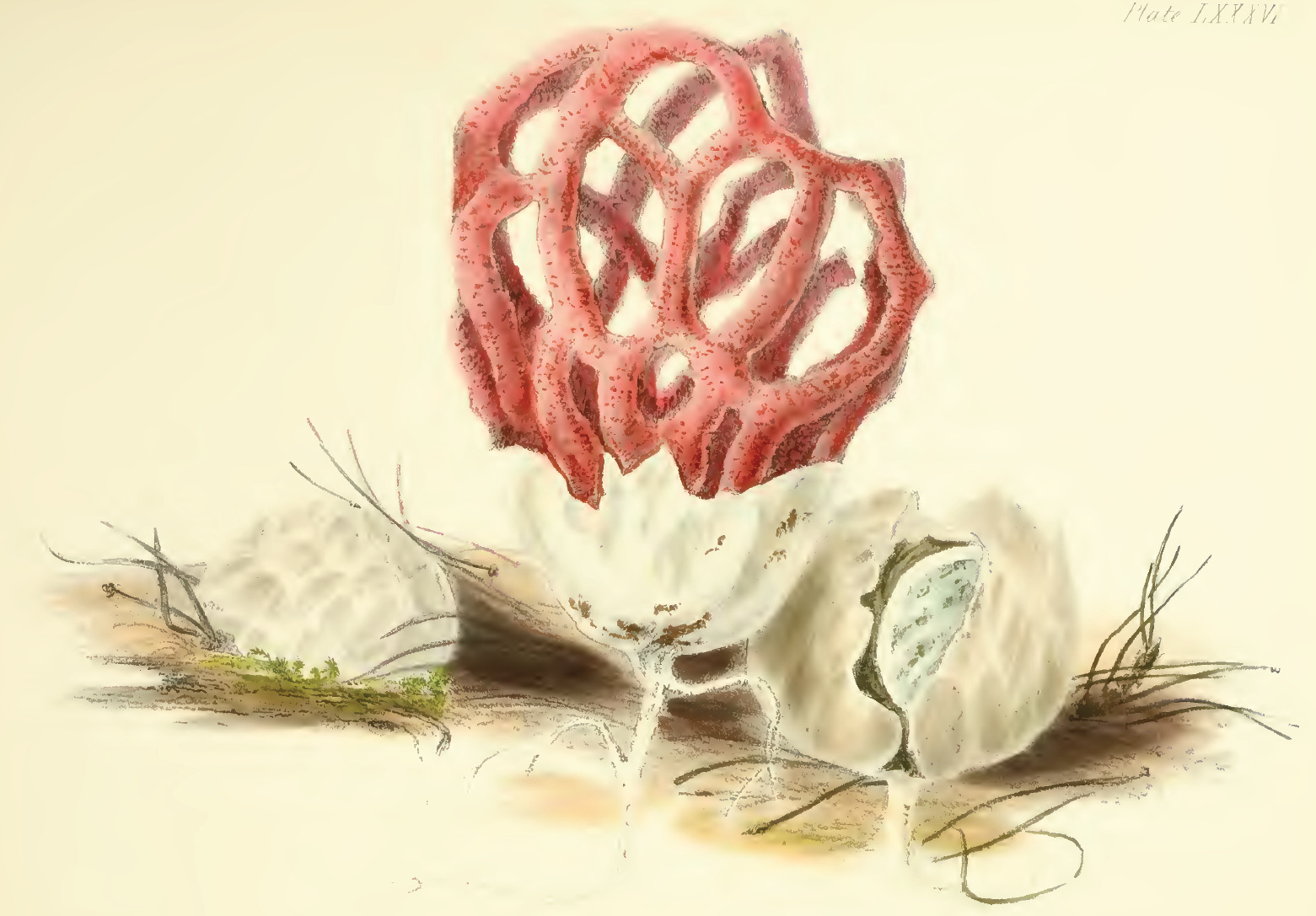
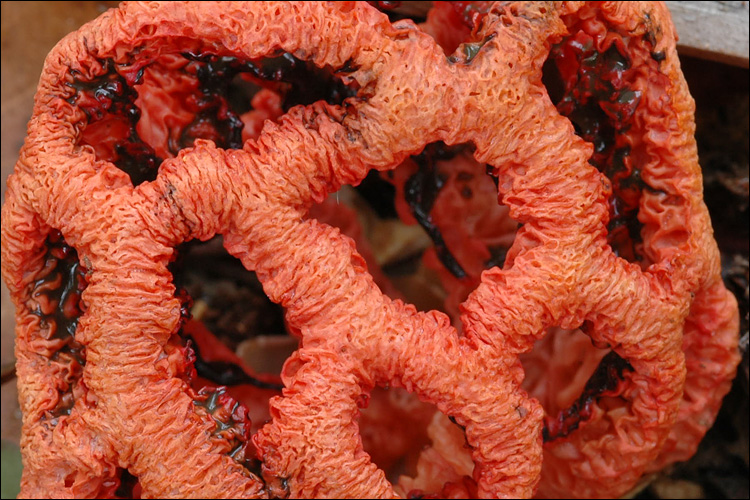
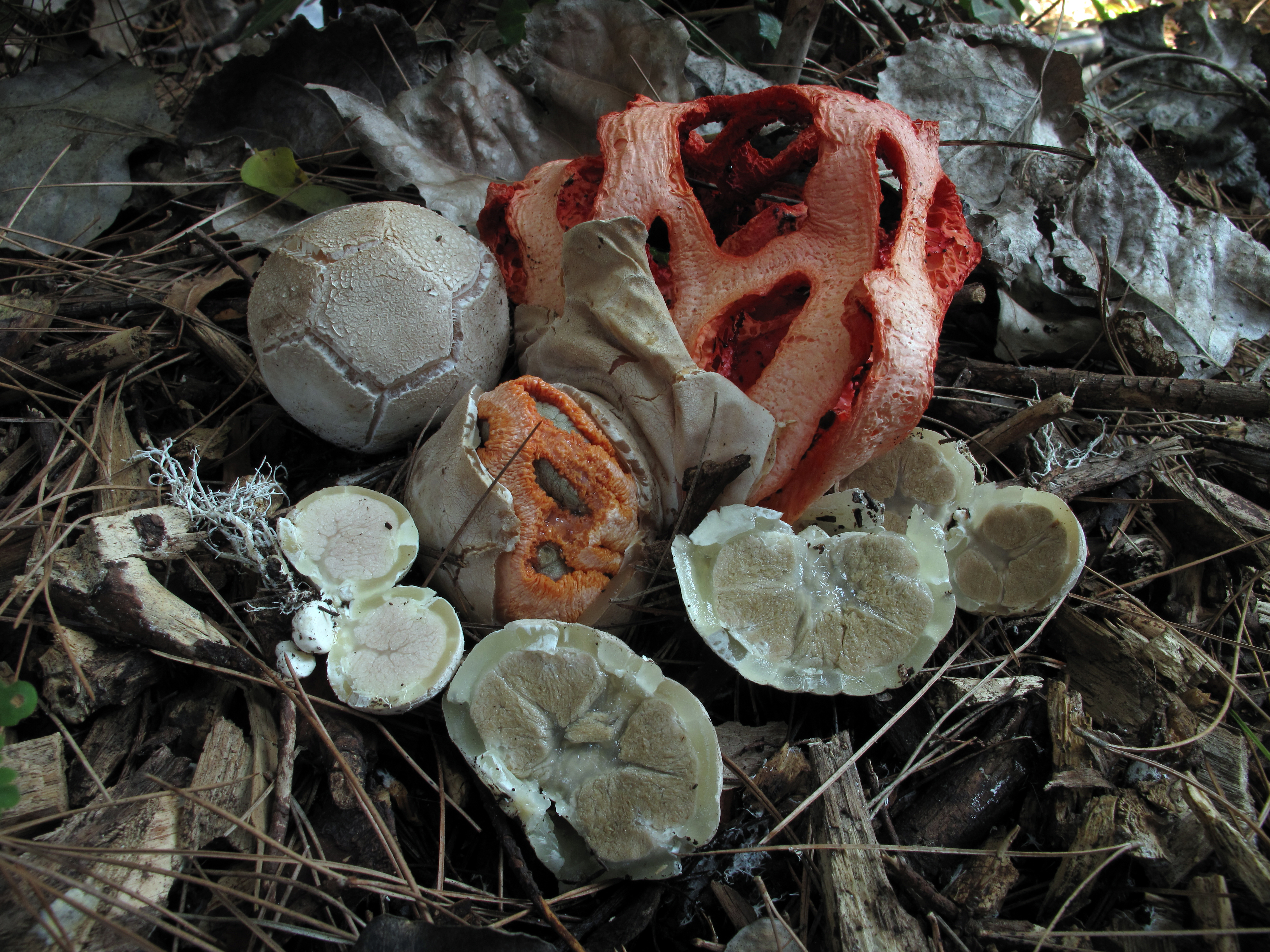